# Liste von Persönlichkeiten aus Brusino Arsizio
Diese Liste enthält in Brusino Arsizio geborene Persönlichkeiten und solche, die in Brusino Arsizio ihren Wirkungskreis hatten, ohne dort geboren zu sein. Die Liste erhebt keinen Anspruch auf Vollständigkeit.

## Persönlichkeiten
(Sortierung nach Geburtsjahr)
- Künstlerfamilie Appiani

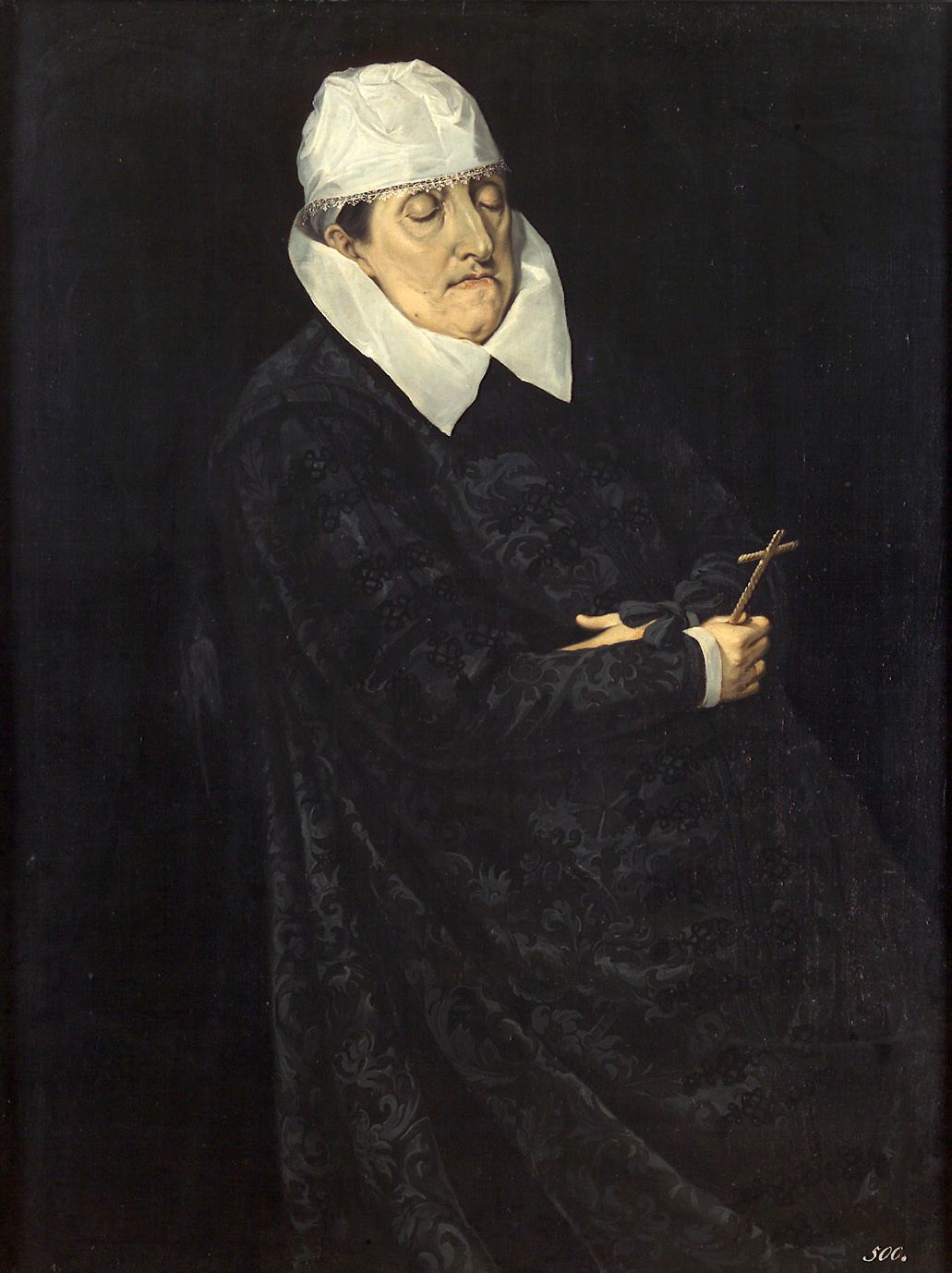
Giovanni Pietro de Pomis

  - Nicolò Appiani (* um 1480 in Brusino Arsizio; † nach 1512 ebenda?), Maler, Wandmaler; tätig in Mailand; war 1512 verantwortlich für die Ausschmückung des Doms von Mailand. Er arbeitete unter Giovanni Stefano Scotti als Freskant am Hauptportal[1][2]
  - Angelo Appiani (* um 1530 in Brusino Arsizio; † nach 1560 in Polen), ein Baumeister?[2]
  - Galeazzo Appiani (* um 1540 in Brusino Arsizio; † nach 1612 in Przemyśl), Sohn des Martino, Baumeister; er vollendete das von seinem Vater erbaute Schloss in Krasiczyn, Polen[3][4]
  - Giacomo Appiani (* um 1545 in Brusino Arsizio; † nach 1610 in Przemyśl?), Bruder von Galeazzo, Baumeister[2]
  - Martino Appiani (* um 1570 in Brusino Arsizio; † nach 1614 in Krasiczyn?), Baumeister[2]

- Familie Poma[5]
  - Giovanni Pietro de Pomis (um 1569/70–1633), Maler, Medailleur, Architekt, Festungsbaumeister
  - Giacomo Poma (* um 1560 in Brusino Arsizio; † nach 1605 in Rom ?), Baumeister tätig im Vatikanpalast und war 1605 einer der Architekten des Konklave[5]
  - Michele Poma (* um 1645 in Brusino Arsizio; † 1708 in Krakau), ein Schweizer Bildhauer[6]
  - Tarcisio Poma (* 29. November 1916 in Brusino Arsizio; † 16. April 1995 in Lugano), Dozent am Lyzeum von Lugano, Schriftsteller und Übersetzer aus den lateinischen Werken von Catull, Aulus Persius Flaccus, Vergil und Martial[7][8]
  - Paolo Poma (* 1927 in Morcote; † 7. Februar 2022 ebenda), Gründer der Galleria Poma, Politiker (PS), Tessiner Grossrat, Hauptmann der Schweizer Armee; Direktor der Altenheim Fondazione Caccia-Rusca und Ökologe[9]; Autor: Morcote il più bel Villaggio del mondo. Armando Dadò Editore, Locarno 2017[10][11]
  - Eduard R. Poma (* 1940 in Metàn (Departamento Metán)), Lokalhistoriker, Präsident der Junta des estudios historicos de San José de Metàn[12]

- Familie Rossi
  - Dante Rossi (* 27. November 1892 in Brusino Arsizio; † 9. Oktober 1955 in Lugano), Vater von Gianfranco, Künstler, Bildhauer, Zeichenlehrer an der Kunstschule in Lugano. Er schuf Büsten, Porträts, Figuren, Grabmäler und Springbrunnen[13]
  - Felice Rossi (* 1898 in Brusino Arsizio; † 1970 in Bellinzona), Sekundarlehrer, Journalist[14]
  - Gianfranco Rossi (1927–2013 in Lugano), Architekt, Bildhauer

- Künstlerfamilie Roncaioli[15]
  - Antonio Roncaioli (* um 1600 in Brusino Arsizio; † nach 1632 in Rom ?), Baumeister in Rom[15]
  - Giovanni Battista Roncaioli (* um 1600 in Brusino Arsizio; † nach 1632 in Venedig ?), Baumeister in Venedig[15]
  - Giovanni Antonio Roncaioli (* um 1620 in Brusino Arsizio; † nach 1670 in Padua ?), Stuckkünstler, er führte mit seinem Bruder Pietro verschiedene Arbeiten in der Basilika des Heiligen Antonius (Padua), namentlich in der Cappella delle reliquie aus[16]
  - Pietro Roncaioli (* um 1623 in Brusino Arsizio; † nach 1670 in Padua ?), Stuckkünstler, er führte verschiedene Arbeiten in der Basilika des Heiligen Antonius (Padua) aus, namentlich eine Glorifizierung des Heiligen[17][15][16]
  - Giovanni Pietro Roncaioli (* 1656 in Brusino Arsizio; † 1706 in Padua), Stuckateur[18]

- Künstlerfamilie Pelli[19]
  - Andrea Pelli (* 1652 in Brusino Arsizio; † 1725 ebenda), Stuckateur[20][21][22]
  - Lorenzo Pelli (* 1681 in Brusino Arsizio; † 1751 ebenda), Stuckateur in Venedig[23]
  - Michelangelo Pelli (* 1713 in Brusino Arsizio; † 5. Januar 1788 ebenda), Sohn des Andrea, Stuckateur in Venedig und Mirano[24]

- Francesco Amadeo (* 29. Oktober 1591 in Bedigliora; † 14. Januar 1683 in Brusino Arsizio), Sohn des Domenico, Priester, Pfarrer von Brusino Arsizio[25]
- Giovanni Battista Amadeo (* um 1643 in Bedigliora; † 11. September 1725 in Brusino Arsizio), Enkel des Francesco, Priester, Pfarrer von Brusino Arsizio[26]
- Giacomo Mascioni (* 1. Mai 1811 in Cuvio; † 3. März 1896 ebenda), Orgelfabrikant tätig in Brusino Arsizio und Meride[27]
- Engelbert Pichler (* 25. Dezember 1896 in Berlin-Charlottenburg; † 1965 in Brusino Arsizio), Maler und Schriftsteller[28]
- Victor Gianella (* 5. Januar 1918 in Paris; † 16. März 2013 in Arogno), aus Dalpe, Fotograf, Landschaften, ländliche Architektur, natürliche Elemente und abstrakte Kompositionen. Seit 1949 im Tessin tätig und wohnte und schuf in Brusino Arsizio[29][30][31]
- Myriam Poli-Dolfini (* 1. Dezember 1926 in Bioggio; † 24. September 2018 in Morcote), Tochter des Alfonso, Politikerin (Christlichdemokratische Volkspartei), Gemeindepräsidentin der Gemeinde Brusino Arsizio[32]
- Pierino Selmoni (1927–2017), Bildhauer und Maler mit Atelier in Ligornetto; wohnte in Brusino Arsizio
- Luigi Cansani (1927–2017), Priester, Pfarrer von Brusino Arsizio, Pianist, Organist, Dozent und Komponist.